# Anita (powieść)
Anita – powieść polskiego pisarza Tadeusza Papiera, wydana w 1979 r., przez Wydawnictwo Łódzkie (ISBN 83-218-0005-X)
Główną bohaterką książki jest dwudziestoletnia Ola, która jako narrator opowiada losy swojej rodziny związanej z łódzkim ruchem robotniczym oraz wsią. Akcja książki rozgrywa się w okresie dynamicznego rozwoju miasta w latach 70. XX wieku. Tadeusz Papier w swojej powieści ukazuje przenikanie się wiejskiego i miejskiego życia, zmiany obyczajowe oraz kształtowanie się świadomości społecznej i jednostkowej. Postaci w Anicie są wyraziste i różnorodne, a jednocześnie łączą je cechy wynikające z ich środowiska. Na oczach czytelnika główna bohaterka przeżywa pierwszą miłość, nieudane małżeństwo oraz śmierć ojca. Książka przesycona jest historią łódzkich włókniarzy. Tytułowa Anita to chrzestna głównej bohaterki.     

## Główni bohaterowie
- Świętoszka (Ola)
- Dziadek Izydor
- Ojciec (Paweł)
- Matka
- Stryj Benedykt
- Anita (właściwie Maria)
- Łukasz
- Ewka
- Ruszar
- Nauczyciel Ściana (Piotr)
- Alfred
- Zenek